# William Goodrum
Pour les articles homonymes, voir Goodrum.
William Goodrum est un compositeur de musiques de films.

## Filmographie
- 1996 : Le Roi de la quille (Kingpin)
- 2001 : L'Amour extra-large (Shallow Hal)
- 2002 : Learn to Speak Body
- 2003 : Recipe for Disaster (TV)
- 2003 : Just for Kicks
- 2003 : Deux en un (Stuck On You)